# Nyabitukwe
Nyabitukwe är ett vattendrag i Burundi.   Det ligger i provinsen Makamba, i den södra delen av landet, 110 km sydost om huvudstaden Bujumbura.
Omgivningarna runt Nyabitukwe är en mosaik av jordbruksmark och naturlig växtlighet. Runt Nyabitukwe är det ganska tätbefolkat, med 179 invånare per kvadratkilometer.